# Myung Sung-kwang
Myung Sung-kwang is de huidige leider van de International H.K.D Federation (I.H.F.), een functie die hij in 1999 overnam van zijn vader, grootmeester Myung Jae-nam, na diens overlijden. Hij is daarmee de tweede doju (도주) van de I.H.F. geworden.
In september 2000 kreeg Myung Sung-kwang toestemming van het Koreaanse ministerie van Cultuur en Toerisme voor het stichten van de Jae Nam Moo Sool Won Foundation. Deze stichting beheert de nalatenschap van Myung Jae-nam.

## In de lage landen
In 1994 bracht Myung Sung-kwang samen met zijn vader een bezoek aan Maastricht en woonde daar Europese kampioenschappen bij, georganiseerd door de Europese Hapkido Federatie. In 2002 gaf Myung Sung-kwang stages in België en Nederland.